# Politizace vědy
Jako politizace vědy jsou označovány manipulace vědy pro politické účely. Dochází k ní tehdy, když státní moc, podnikatelské kruhy nebo zájmové skupiny používají právní nebo ekonomický tlak k ovlivnění výsledků vědeckého výzkumu nebo způsobu jejich šíření nebo interpretace. Politizace vědy může také negativně ovlivnit vědeckou a akademickou svobodu. Z těchto důvodů je směšování politiky a vědy považováno za tabu. V historii můžeme dohledat různé snahy různých skupin využívat vědu k prosazování svých zájmů v rozporu s vědeckým konsensem a ve snaze manipulovat s veřejnou politikou.

## Přehled
Jako aspekty politizace vědy je možné označit mnoho faktorů. Lze mezi ně zahrnout například populistický antiintelektualismus, reakce na ohrožení náboženské víry, postmodernistický subjektivismus, obavy o ohrožení podnikatelských zájmů, akademické institucionální a ideologické předsudky nebo potenciální implicitní předpojatost vědců.
Typickým příkladem politizace vědy nastává, když jsou vědecké informace prezentovány s důrazem na nejistotu spojenou s interpretací vědeckých důkazů. Bývá kladen důraz na nedostatek konsensu, a tím bývá ovlivňován způsob, jakým jsou studie vnímány.  Vidíme, že firmy i politici v zájmu diskreditace vědeckých studií často zkreslují diskusi o vědeckých výsledcích, když používají termíny jako „vědecky pravděpodobnější závěr je stále nejistý“ místo „tyto závěry jsou vědecky nejpravděpodobnější“.
K získání větší pozornosti pro názory, které byly vyvráceny vědeckými důkazy, bývají používány taktiky, jako je posun konverzace, zpochybňování faktů a využívání pochybností o vědeckém konsensu. Příkladem je kniha „Merchants of Doubt (Obchodníci s pochybnostmi)“, kde ideologicky založené zájmové skupiny, které předstírají odborné znalosti ve vědeckých otázkách, vedly úspěšné „dezinformační kampaně“, ve kterých zdůrazňovaly inherentní nejistotu vědy zpochybňovat vědecké otázky, jako je změna klimatu způsobená člověkem, i když vědecká komunita dosáhla konsensu o antropogenních příčinách klimatické změny.
William R. Freudenburg a jeho kolegové psali o politizaci vědy jako rétorické technice a ukazuje, že jde o pokus přesunout důkazní břemeno. Jako příklad uvádí snahy tabákového průmyslu zabránit opatřením na omezení kouření. Lobbisté tabákového průmyslu často bagatelizují důkazy jako nejisté a zdůrazňují nejistoty vědeckých závěrů.
Předseda průmyslové advoční skupiny American Council on Science and Health (Americká rada pro vědu a zdraví) Hank Campbell a mikrobiolog Alex Berezow popsali používání „omylů způsobujících dobrý pocit“ v politice; politici často formují své záměry změn tak, lidé měli pocit, že to dělají v jejich prospěch, i když vědecké důkazy ukazují, že se není třeba se obávat nebo není třeba dělat zásadní změny současných programů. Jako příklad uvádí politiky zahrnujícími geneticky modifikované potraviny, očkování, přelidnění, používání zvířat ve výzkumu, jadernou energii a další témata.

## Politizace zájmovými skupinami
Politickou taktikou, která je někdy používána k oddálení zavedení právních předpisů na kontrolu potenciálně škodlivých činností, je „metoda argumentu vědecké jistoty“ (SCAM). Ve většině případů existuje určitá nejistota vědeckých poznatků a ta je využívána k oddálení opatření – před přijetím opatření je požadována větší „jistota“.

### Globální oteplování
Vědci – klimatologové a jejich kritici se navzájem obviňují z politizace vědy, která stojí za změnou klimatu. Reálně přitom existuje dobrá vědecká shoda o příčinách současného globálního oteplování.
V roce 1991 založila v USA koalice energetických firem včetně National Coal Association, Western Fuels Association a Edison Electrical Institute organizaci pro styk s veřejností s názvem „Information Council on the Environment – Informační rada pro životní prostředí“ (ICE). ICE zahájila reklamní kampaň s náklady 500 000 USD, která měla, podle vlastních slov ICE, „označit globální oteplování za pouhou teorii (ne realitu).“ Kritici označili tuto snahu průmyslové lobby za součást úsilí o snížení dopadů mezinárodních smluv, jako je Kjótský protokol a za prosazování obchodních zájmů energetického průmyslu.
V červnu 2005 napsal John Vidal, redaktor deníku The Guardian, článek, ve kterém uvedl, že existují dokumenty amerického ministerstva zahraničí, které ukazují, že Bushova administrativa poděkovala manažerům společnosti Exxon za „aktivní zapojení“ firmy do směřování politiky v oblasti změny klimatu, včetně postoje USA ke Kjótskému protokolu. V tomto článku byly zmiňovány také aktivity lobbistické skupiny Global Climate Coalition.
V roce 2006 komentátor časopisu Guardian George Monbiot uvedl, že podle údajů nalezených v oficiálních dokumentech firmy Exxon, bylo společností ExxonMobil, přímo či nepřímo, financováno celkem 124 organizací, které zaujímaly jednotný postoj ke změně klimatu. Tyto organizace prosazovaly, že vědecké závěry jsou rozporuplné, že vědci jsou rozděleni, že ekologové jsou šarlatáni, lháři nebo šílenci, a kdyby vlády přijaly opatření k omezení globálního oteplování, znamenalo by to ohrožení globální ekonomiky. Zjištění, která se těmto organizacím nelíbila, byla označena jako „braková věda“. Naopak, zjištění, která jim vyhovovala, jsou označena jako „zdravá věda“.

### Inteligentní plán
Hnutí inteligentního plánu spojené s Discovery Institute se pokouší „porazit materialistický světový názor“ představovaný evoluční teorií ve prospěch „vědy shodující se s křesťanským a teistickým přesvědčením“. Discovery Institute vykresluje teorii evoluce jako „teorii, která je v krizi“ a požaduje, aby v rámci vzdělávání byl věnován jak evoluční teorii, tak i kreacionismu, spravedlivě obdobný čas.
Základním kamenem moderní vědecké biologické teorie je, že všechny formy života na Zemi jsou spojeny společným postupným vývojem. I když v průběhu času existovalo mnoho nejistot v rámci evoluční teorie, často se ideologičtí zastánci snaží zdůrazňovat tyto neshody a vyvracet tak celou evoluční teorii. Například ve Spojených státech existuje právní precedens na podporu těch, kteří se snažili zdiskreditovat výuku evoluce ve třídách zdůrazněním takzvaných nedostatků v teorii evoluce nebo neshod ve vědecké komunitě. Jiní trvají na tom, že učitelé mají ve svých učebnách absolutní svobodu a nemohou postihováni za výuku nevědeckých „alternativ“ evoluce. Řada návrhů zákonů vyžaduje, aby se studenti učili „kriticky analyzovat“ vývoj nebo rozumět „kontroverzi“. V současné vědecké komunitě však o platnosti hlavních pilířů evoluční teorie v současné době nedochází k významným polemikám. Současná kontroverze kolem učení evoluce tedy není primárně vědecká.

### Tabák a rakovina

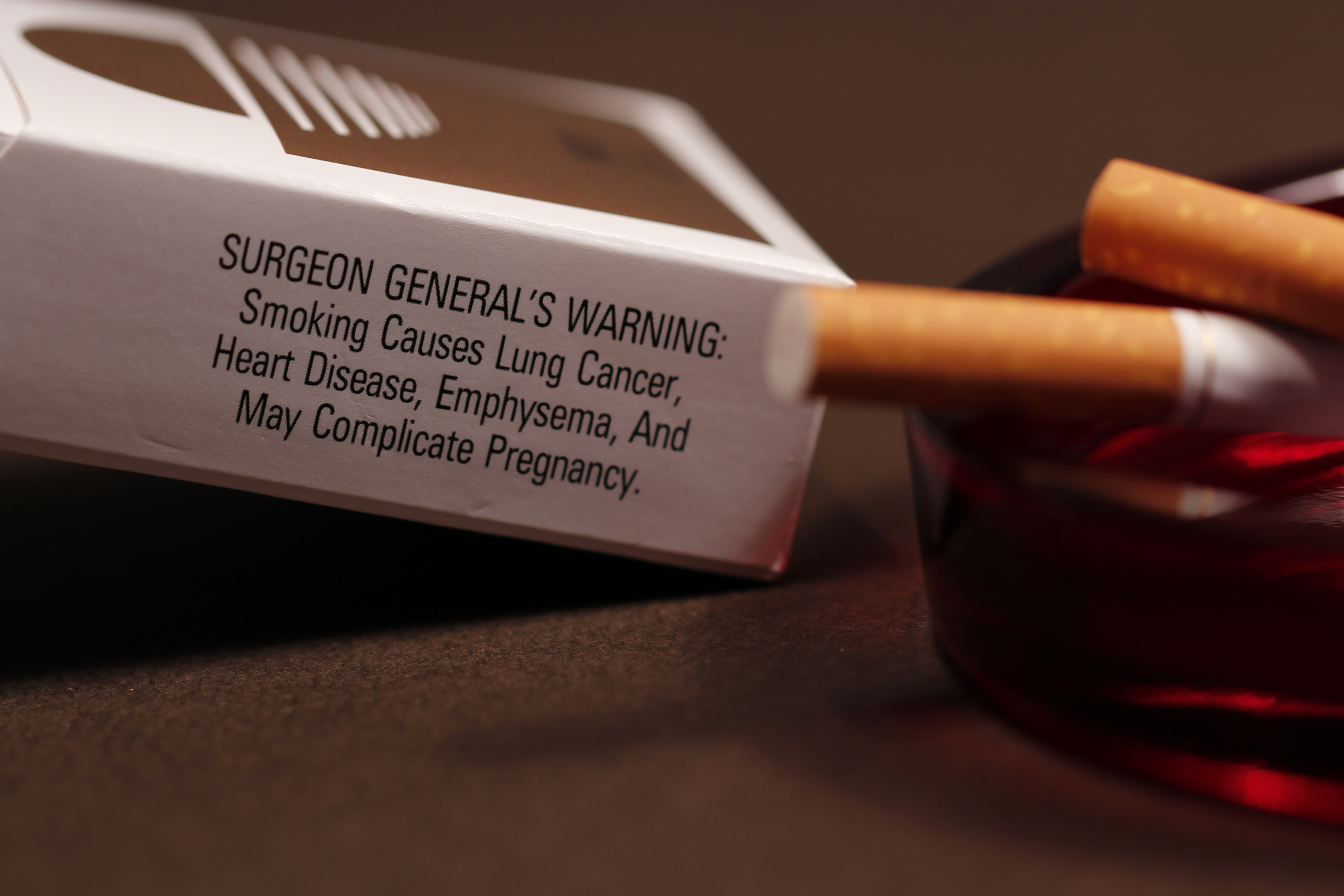
Krabička cigaret varuje před zdravotními riziky kouření. Veřejné povědomí bylo dlouho zdržováno pomocí SCAM (Scientific Certainty Argumentation Method).

V polovině padesátých let 20. století panovala vědecká shoda, že kouření způsobuje rakovinu plic, ale tabákový průmysl bojoval proti výsledkům vědeckého výzkumu, a to jak v očích veřejnosti, tak v rámci vědecké komunity. Tabákové společnosti financovaly think tanky a lobbistické skupiny, zahájily kampaně na zajištění zdraví, měly reklamy v lékařských časopisech a zabývaly se alternativními vysvětleními rakoviny plic, jako jsou znečištění, azbest a dokonce i doma chovaní ptáci. V momentě, kdy vědci dospěli k jednoznačnému názoru o negativním vlivu kouření, vyzývali tyto skupiny k dalšímu výzkumu a tím se snažili oddálit regulaci kouření. John Horgan, zaznamenává rétorickou taktiku, kterou používají tabákové společnosti. Shrnuje to řádek, který se objevil v důvěrném sdělení tabákové společnosti v roce 1969, kdy se snažili zpochybnit důkazy podporující kouření způsobující rakovinu. Stálo v něm: „Pochybnost je náš produkt, protože je nejlepším prostředkem pro soutěžení s„ skutečností “, která existuje v mysli široké veřejnosti. Je také prostředkem k nastolení kontroverze.“

### Eugenika
K významné politizaci vědy docházelo v nacistickém Německu za vlády Adolfa Hitlera. Nejvýrazněji to byly eugenické programy, které se pokoušely udržovat „čistou“ německou rasu prostřednictvím řady projektů, které probíhaly pod hlavičkou rasové čistoty. Nacisté zmanipulovali vědecký výzkum v Německu tím, že donutili některé vědce emigrovat a přidělili financování výzkumu na základě ideologických a ne vědeckých zásluh.
Na počátku 20. století se eugenika těšila značné mezinárodní podpoře předních politiků a vědců. První mezinárodní kongres eugeniky v roce 1912 podpořilo mnoho významných osobností, včetně jeho prezidenta Leonarda Darwina, syna Charlese Darwina; čestným viceprezidentem byl Winston Churchill, budoucí velitel admirality a poté předseda vlády Spojeného království. Prominentními hosty kongresu byli mimo jiné Auguste Forel, slavný švýcarský patolog a Alexander Graham Bell, vynálezce telefonu.
Mezi americkým a nacistickým eugenickým výzkumem existovalo silné spojení. Nacisté založili svůj eugenický program na amerických programech nucené sterilizace, zejména na eugenických zákonech přijatých v Kalifornii.

## Vládní politizace vědy

### Sovětský svaz
V Sovětském svazu byl vědecký výzkum pod přísnou politickou kontrolou. Řada oblastí výzkumu byla prohlášena za „buržoazní pavědu“ a zakázána. To vedlo k významným problémům sovětské vědy, zejména v biologii kvůli zákazu genetiky a v informatice. Tato politizace drasticky ovlivnila sovětskou ekonomiku a technologie. 

### Spojené státy
Při průzkumu veřejného mínění, které dělal General Social Survey (GSS) v roce1974 se ukázalo, že konzervativci měli v USA nejvyšší míru důvěry ve vědu mezi třemi hlavními politickými směry – konzervativci, liberály a středovými voliči. Tento výzkum se opakovala každoročně v letech 1972 až 1994 a od roku 1994 do roku 2010 dvakrát ročně. V roce 2010, kdy se stejná studie opakovala, se míra důvěry ve vědu u konzervativců snížila ze 49 % na 38 %, u středových voličů klesla z 45 % na 40 % a důvěra liberálů zůstala relativně stabilní, dokonce mírně vzrostla ze 48 % na 50 %.
Studie Gordona Gauchata, která se zabývala časovými trendy ve veřejné důvěře ve vědu ve Spojené státy, naznačuje, že nárůst nedůvěry konzervativců lze připsat dvěma kulturním posunům. K prvnímu došlo během post-Reaganovy éry, kdy se objevila tzv. Nová pravice, a druhý během éry G. W. Bushe, kdy Nová pravice posílila a konzervativci zahájili „válku s vědou“.
Barack Obama a také další politici po Bushově prezidentství vyjádřili znepokojení nad politizací vědy ve veřejné i vládní sféře. V roce 2011 během projevu o stavu Unie vyjádřil Obama svou nespokojenost se vztahy mezi organizovanou vědou, soukromými ekonomickými zájmy a vládou.

#### Klimatická změna
V prosinci 2007 uvedla organizace Christian Science Monitor, že přinejmenším od roku 2003 a zejména po hurikánu Katrina, se administrativa George W. Bushe obecně pokoušela určovat, kteří klimatologové by měli mluvit s novináři, a také, že administrativa se snažila upravit vědecké klimatologické zprávy pro Kongres a přizpůsobit klíčové právní názory. Byla doložena taktika státní administrativy odložit akce proti změnám klimatu a vyvolat nejistotu ohledně jasného vědeckého konsensu na toto téma. Taktika měla tři fáze: zaprvé popřít existenci problému, zadruhé uvést existenci výhod odložení opatření, a, zatřetí prosazování tvrzení, že se už nic nedá dělat.

#### Trumpova administrativa

##### Politika
Trumpova administrativa marginalizovala roli vědy při tvorbě politiky, zastavila řadu výzkumných projektů a zaznamenala odchod vědců, kteří uvedli, že jejich práce byla marginalizována nebo potlačena.

##### Klimatická změna

Demokraté (modře) a republikáni (červeně) se již dlouho liší v názorech na důležitost řešení změny klimatu, přičemž rozdíl se na konci roku 2010 prohloubil zejména díky zvýšení důvěry demokratů o více než 30 bodů.
(Diskontinuita v grafech je výsledkem změny průzkumu v roce 2015, kdy se výzkumníci začali ptát na „globální oteplování“ místo na „změnu klimatu“.)

Problematika politizace vědy se objevila během prezidentské kampaně v USA v roce 2016 tehdejším ze strany republikánského kandidáta Donalda Trumpa. Trump oznámil svůj záměr zbavit financování divizi Vědy o Zemi NASA, což by znamenalo likvidaci světově proslulého výzkumu NASA týkajícího se teploty, ledovců, mraků a dalších klimatických jevů. Následně Trumpova administrativa jmenovala jako ředitele NASA Jima Bridenstina, člověka, který neměl vědecké zázemí a odmítal vědecký konsenzus o změně klimatu. Za vlády Trumpa zakázalo ministerstvo energetiky používání výrazu „změna klimatu“. V březnu 2020 zaznamenal deník The New York Times případy, kdy úředník ministerstva vnitra opakovaně vložil do vědeckých zpráv agentury texty popírající změnu klimatu, například v případě, vlivu na vodní legislativu a na legislativu, týkající se těžby minerálů.

##### Zdraví
Během pandemie covidu-19 v roce 2020 nahradila Trumpova administrativa zaměstnance pro kariérní úředníky  na ministerstvu zdravotnictví a sociálních služeb politickými nominanty. Takto například Michael Caputo, zasahoval do pravidelných týdenních vědeckých zpráv ústředního zdravotnického ústavu USA (Centers for Disease Control and Prevention) a pokoušel se umlčet předního vládního experta na infekční choroby, Anthonyho Fauci a zasívat nedůvěru k Úřadu pro kontrolu potravin a léčiv v době, kdy zdravotnictví potřebovalo, aby lidé přijali myšlenkou očkování, jako základ k vytvoření imunity nezbytné k poražení nového koronaviru. Poté, co prezident Donald Trump poznamenal, že by mohl odmítnout návrh FDA na zlepšení standardů pro nouzové použití vakcíny proti koronaviru, vydali prezidenti Národních akademií věd a medicíny prohlášení, v němž varovali před politickými zásahy do vědy během pandemie, a zejména potlačení poznatků a důkazů v oblasti veřejného zdraví a Trumpovy snahy označili za výsměch vládním vědcům.

## Vědecké studie politiky vědy
Politizace vědy je podmnožinou širšího tématu, politiky vědy, kterou studují vědci v nejrůznějších oborech, zejména v oblasti vědy a techniky; historie vědy; politická věda; a sociologie vědy, znalostí a technologie. V posledních desetiletích tato pole stále častěji zkoumají proces formování vědy a techniky. Některé z vědeckých prací v této oblasti jsou shrnuty v příručce The Handbook of Science & Technology Studies (2008, 2017), sbírce recenzí literatury vydané Společností pro sociální studia vědy.